# El árbol (cuento)
El árbol es un cuento de la escritora chilena María Luisa Bombal, caracterizada principalmente por escribir sobre personajes femeninos y su mundo interno, centrándose en los detalles.  Fue publicado junto a Las islas nuevas en el año 2010, durante el tiempo en que vivió en Buenos Aires. Posteriormente, en 1941, volvió a publicarlos en Chile, esta vez junto a su libro La última niebla

## La trama del cuento
Brígida, la protagonista, se encuentra en un concierto de piano. No reconoce la pieza que toca el pianista y piensa que puede ser Mozart o Scarlatti. Se siente ignorante y se culpa a sí misma por no haber tomado clases de música cuando niña.
Comienza a recordar cuando era niña, la última de seis hermanas que a diferencia de ella, sí consiguieron tocar piano. Al ser la menor, su padre la descuidó, por lo que no creció como hicieron sus hermanas, jugando con muñecas hasta que era mayor y escuchando historias en la cocina. 
En un ambiente más bien onírico, Brígida está con Mozart, que la lleva otro momento de su pasado, en el cual le dicen que cada día se ve más joven. Su marido en cambio, se ve más viejo desde su separación. Ella ignora el comentario y sigue caminando a través de sus recuerdos hasta volver a un momento de sus dieciocho años. Pese a ser ignorante, era tan hermosa que a todos les sorprendía que fuera tan atractiva y tan tonta. Por eso, todos pedían a sus hermanas en matrimonio mientras que ella quedaba soltera. 
Así, un puente onírico la lleva a Luis, un amigo de su padre, el cual la recibía cuando todos la abandonaban. Más tarde, Brígida se casaría con Luis, porque con él no se sentía incómoda de ser quien realmente era. Comprende que no se había casado con el por amor, pero Mozart la lleva de vuelta al teatro puesto que el concertista ha finalizado el tema. Brígida aplaude mecánicamente con los demás.
Las luces del teatro se vuelven a apagar y esta vez es Beethoven quien está con Brígida, la entrega en los brazos de Luis y se va. Brígida se queja con Luis porque no se siente amada, pero él la contenta con palabras amables. Ansiosamente, ella sigue tratando de preguntarle cosas sobre él, pero Luis se alejaba constantemente. Cada vez que Luis se iba de casa, Brígida se iba al vestidor, ya que en su dormitorio las mañanas eran muy calurosas. En cambio, el vestidor estaba junto a un árbol de gomero, el único árbol en aquella calle.
Brígida sigue recordando la soledad que sentía al estar casada con Luis, pensando que él se avergonzaba de ella y de su ignorancia. Por otra parte, él siempre estaba cansado, lo que impedía su comunicación. Brígida le pide que la lleve a Europa para ver la nieve, pero las obligaciones de Luis le impiden llevarla y le ofrece una visita a la estancia de su padre puesto que en Buenos Aires el calor sería demasiado para ella.
Agraviada, Brígida busca palabras para insultarle, pero no conoce ninguna. Se vuelve callada e introvertida, lo que preocupa a su marido y finalmente lo hace enfadar. Ella también se siente insultada puesto que es la primera vez que se permite reprocharle algo, por lo que decide irse en un arranque de ira. Cuando va al vestidor a preparar sus maletas, las ramas del gomero entran a través de la ventana cuando ella la abre.
Finalmente, suenan los Estudios de Chopin, el cierre de la historia. Con su matrimonio roto, Luis se enfrenta a Brígida y le sugiere que permanezcan casados para evitar el escándalo. Brígida desea golpearle y acariciarlo al mismo tiempo, y cada vez que aquello pasaba, iba silenciosa hasta el cuarto donde estaba el árbol y abría la ventana. Sin embargo, durante el otoño el gomero comienza a perder hojas y finalmente es talado por la comisión de vecinos. Brígida se siente desnuda y odia aquel cuarto, puesto que la hace ver finalmente que su amor no era real.
El árbol representaba muchas cosas, la naturaleza en la que se refugiaba Brígida, el árbol y el cuarto de vestir. Y así sigue el cuento, centrado en la conexión entre Brigida y el árbol (que no era cualquiera).

## Contexto histórico
El árbol se desarrolla en un contexto histórico de 1930 en Chile, donde la vida de las mujeres estaba condicionada por el sistema patriarcal, ya que vivían reprimidas interiormente y exteriormente. Su vida estaba destinada, tal como Brígida, a la vida de casa y a existir como esposas y no como mujeres como tal. Al casarse con Luis, Brígida es entregada a la institución del matrimonio y se ve obligada a participar de las normas sociales, siendo su aislamiento es la única opción que ve frente a un contexto social que desaprobaba la separación. Finalmente se libera a sí misma al terminar su matrimonio. 
La obra de María Luisa Bombal se centra en personajes femeninos, que escapan de la realidad a través de un mundo interno. Su producción exalta los procesos oníricos y la pasión. Su primer matrimonio fue con el pintor argentino Jorge Larco, un amigo homosexual del cual se divorció en 1937. Poco después publicó el cuento. Por otra parte, mantenía una relación sentimental intermitente con Eulogio Sánchez, al que conoció en 1931. Al sentirse ignorada por este, se disparó a sí misma, salvando su vida milagrosamente.  

## Análisis de la obra
El cuento está narrado por María Luisa Bombal y tal como dice en su descripción como escritora se centra en lo femenino y su interioridad. Por lo tanto, siempre va describiendo lo que siente Brígida (la protagonista), y detallando cada cosa, cada paisaje y cada acontecimiento con una enorme cautela, lo que hace imaginar un ambiente surrealista. Bombal sitúa al lector en un ambiente onírico y muy íntimo. Narrado en tercera persona gramatical.

### Representaciones simbólicas de la vida de la protagonista
Las piezas del concierto que son tres representan las tres épocas de la vida de Brígida, el rococó y la música de Mozart coinciden con la niñez de ella. Por otro lado, la música de Beethoven que es más bien romántica en este cuento, representa el amor apasionado que tiene hacia Luis cuando Brígida era joven. Y por último, Chopin y su melancolía melodía trae los recuerdos tristes de otoño, cuando Luis y Brígida discutían y el matrimonio se desmoronaba.
En segundo lugar, el que María Luisa Bombal nombre y describa cosas como la música, los espejos y el agua, ayuda a crear un ambiente surrealista y casi nostálgico. Y aquí existe una conexión entre música y elementos: Con Mozart el agua tiene la forma de una fuente, con Beethoven tiene la forma de mar y por último, con Chopin el agua se manifiesta en forma de lluvia y la cascada. También cuando María Luisa Bombal dice "parecía un mundo sumido en un acuario" crea una escena surrealista nombrando metáforas.
También el simbolismo del calendario le recuerda a Brígida que el paso del tiempo no es en vano, y que el paso de las estaciones no es más que el paso cíclico de su vida matrimonial: equilibrada, melancólica. Y que por esto también Brígida busca hacer distintas las cosas con Luis, o desordenar un poco la rutina en la que se ve hundida, algo característico del Chile de 1930. 
Por último, un análisis más general, en el cuento El árbol existe una dualidad espacio-temporal, el lector puede verse confundido al saber que de un momento a otro pasa a la sala de conciertos, al ambiente del hogar, a la relación matrimonial, al pasado de Brígida o a la sala de vestir. Este cuento, pasa desde lo imaginario a lo real, o de lo pasado a lo presente, es por esto que la hace tan confusa.

### Subjetividad, enajenación y liberación
María Luisa Bombal revela la realidad de muchos matrimonios de la época, en que la subjetividad y las emociones de una mujer debían ser anuladas para cumplir con sus deberes sociales. Se muestra a Luis como un hombre que reprime las emociones de Brígida sin necesariamente querer hacerlo, y a esta logrando expresarse en un retiro en la naturaleza, simbolizada por el gomero. Por otra parte, no sabemos más sobre Luis, fuera de lo que nos dice la protagonista, por lo que su mundo interior nos es desconocido y es anulado por sus propias obligaciones sociales de proveer y guiar, las que cumple a la perfección. Por eso, a diferencia de Brígida, es defendido por la sociedad y no necesita cambiar.
La insatisfacción de Brígida se manifiesta antes de su matrimonio, al ser ignorada por el resto de su familia. La dicotomía entre la vida real y el ensueño crea tensión que se mantiene a través de la narración de una existencia opresiva pese a la comodidad material que posee Brígida, su belleza y la posibilidad de experimentar placeres. La evocación del pasado de Brígida nos muestra que ella es capaz de expresarse, pero que esta capacidad es constreñida por las normas sociales y silenciada por las figuras masculinas relevantes en su vida: su padre y Luis, que la han hecho interiorizar una supuesta falta de inteligencia por no saber de ciertas cosas.
La entrada de la luz en su cuarto corresponde con la luz que invade la sala de conciertos al final del cuento. Esta luz, en ambos planos narrativos, apunta a un mismo fin: la comprensión por parte de Brígida de su enajenación, la irrupción de la realidad exterior en su vida y la iniciación de una vida independiente  lejos de la falta de amor de su matrimonio. El triunfo final de la protagonista es el de su transformación de un ser sumiso y dócil a una mujer que se hace consciente de su desengaño, y, una vez derribado el árbol, adquiere autonomía propia.